# Pfarrkirche Grafendorf bei Hartberg

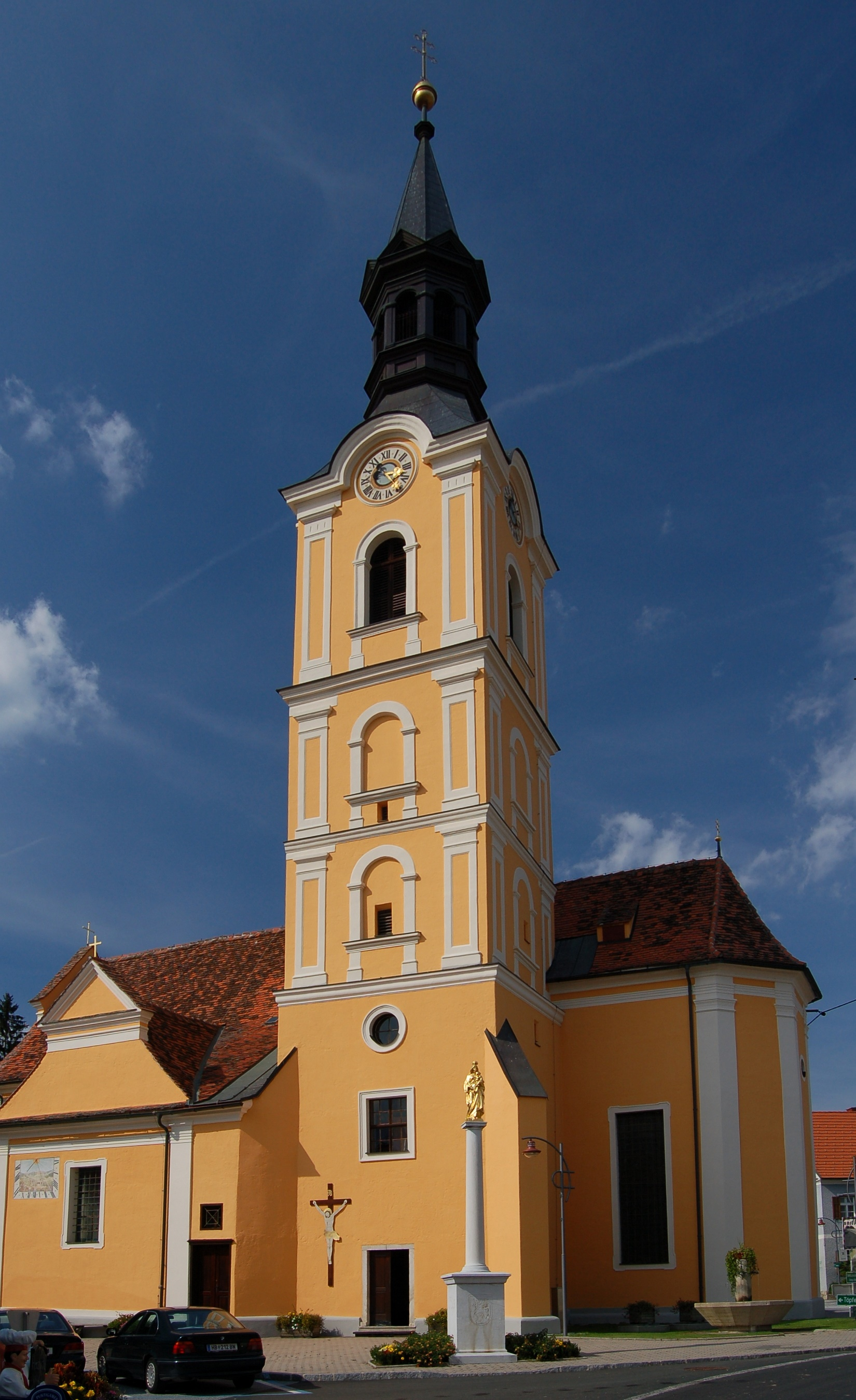
Pfarrkirche hl. Michael

Die römisch-katholische Pfarrkirche Grafendorf steht im Ort Grafendorf in der Marktgemeinde Grafendorf bei Hartberg in der Steiermark. Die Pfarrkirche Erzengel Michael gehört zur Region Oststeiermark (Dekanat Hartberg) in der Diözese Graz-Seckau. Die Kirche steht unter Denkmalschutz (Listeneintrag).

## Geschichte
Die Kirche wurde 1158 erstmals urkundlich genannt. Vom mittelalterlichen Bau sind im Kern das Untergeschoß des Turmes, der Chorschluss und die Grundmauern des Langhauses erhalten geblieben. Die heutige Kirche entstand im ersten Viertel des 18. Jahrhunderts durch einen Umbau. 1950 und 1964 waren Renovierungen. 1980 wurde die Fassade restauriert.

## Architektur
Die Kirche mit einem dreieckigen Knickgiebel an der Westfront hat eine umlaufende Pilastergliederung. Das zweijochige Langhaus hat ein Platzlgewölbe. Im zweiten Joch sind beidseitig Kapellen angebaut, wobei die linke Kapelle aus dem Jahr 1717 eine Grablege der Grafen Auersperg ist. Die gemauerte Orgelempore hat eine vorgewölbte Brüstung aus Holz, der eingezogene zweijochige Chor hat innen einen elliptisch gerundeten 3/8-Schluss. Nördlich des Chores ist die Sakristei mit einem darüber liegenden Oratorium angebaut, südlich des Chores steht der Turm mit einem Helm aus 1877.
Es gibt drei barocke Grabsteine der Familie Trauttmansdorff, gestorben 1650, 1669 und 1689, und einen Grabstein des W. F. Grafen Wurmbrand, gestorben 1704.

## Ausstattung

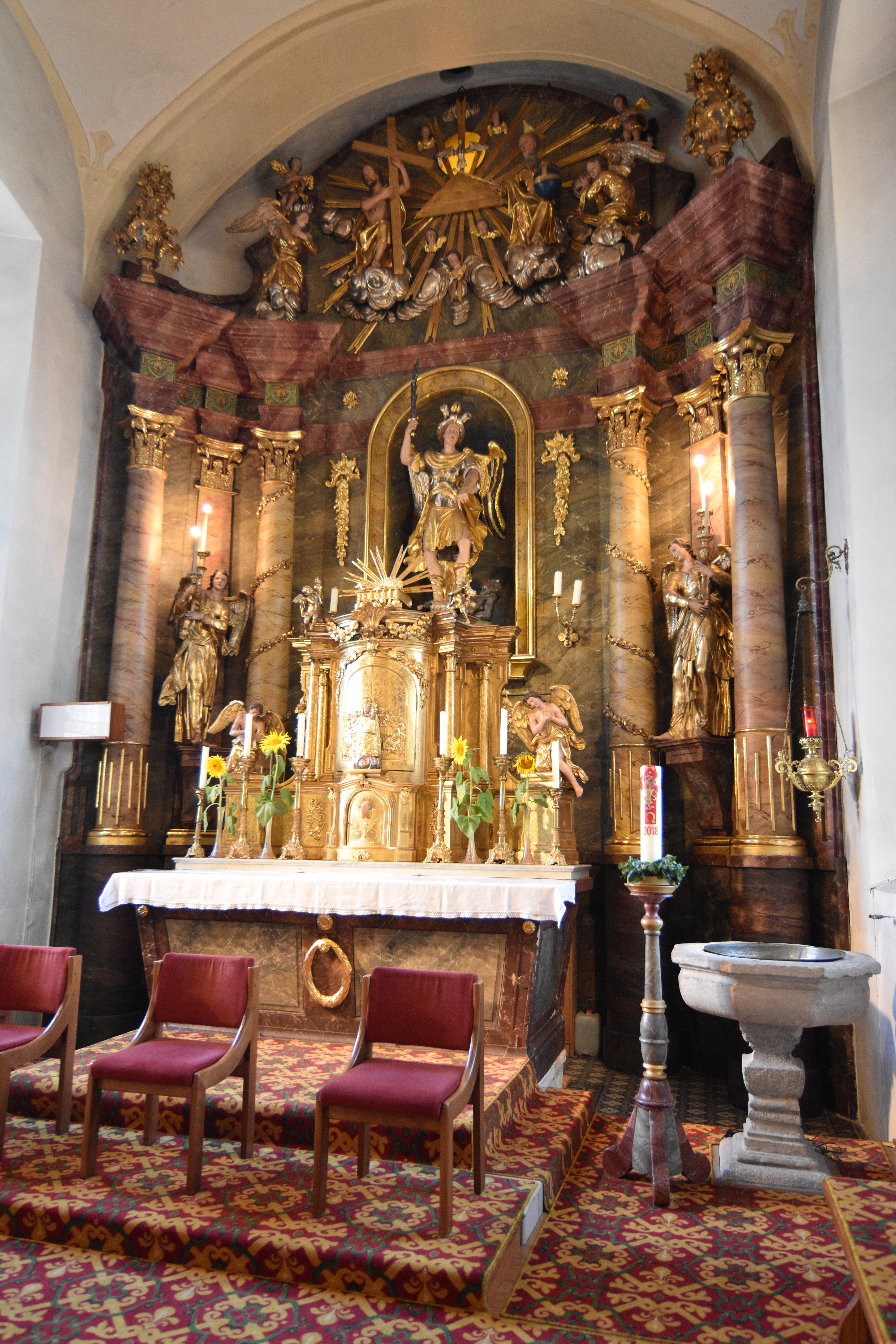
Der Hochaltar

Der Hochaltar aus 1878 trägt Figuren aus dem frühen 18. Jahrhundert und zeigt das Bild hl. Michael. Die Seitenaltäre aus 1881 tragen rechts einige Figuren aus der Mitte des 18. Jahrhunderts. Die Kanzel ist aus 1800, die volkstümlich gestalteten Kreuzwegbilder sind aus 1800.

## Kreuzkapelle
Die Kapelle vor der Pfarrkirche ist die ehemalige Friedhofskapelle. Der quadratische Raum unter einem Kreuzgratgewölbe hat eine eingezogene Altarapsis. Die Fresken mit der Darstellung der Vier letzten Dinge malte Johann Cyriak Hackhofer (1724). Vor der Kreuzkapelle sind zwei Römersteine aus dem 2. Jahrhundert zu sehen.

## Pfarrhof
Der Pfarrhof, ein zweigeschoßiger, barocker Bau aus der ersten Hälfte des 18. Jahrhunderts, zeigt sich mit Putzfeldern und einer Erdgeschoßquaderung. Auf der Einfriedung sind zwei steinerne Engel aus dem 17. Jahrhundert angebracht.